# FR-F1
Das FR-F1 ist ein Scharfschützengewehr im Dienst der französischen Streitkräfte. Die Abkürzung steht für Fusil à Répétition modèle F1, auf Deutsch Mehrladegewehr Modell F1.

## Entwicklung und Technik
Direkt nach dem Zweiten Weltkrieg war die Entwicklung eines Standardgewehres aus einheimischer Produktion für das französische Militär von hoher Priorität. Erst in den 1960er-Jahren wurde die Konstruktion eines Präzisionsgewehres angegangen. Ausgangspunkt war der Mehrlader MAS-36, der umfangreich modifiziert wurde. Die Schäftung wurde wie dort durch den Systemkasten geteilt. Am Kolben wurde zusätzlich ein Pistolengriff angefügt, am Vorderschaft ein Zweibein. Obschon zu jenem Zeitpunkt mit der NATO-Patrone 7,62 × 51 mm eine für das westliche Militärbündnis einheitliche Gewehrmunition etabliert war, beharrte Frankreich zunächst auf der alten Ordonnanzpatrone M24/29 im Kaliber 7,5 mm. Zunächst nur für den Export für das NATO-Kaliber eingerichtet, wurden in den 1980er-Jahren auch die Exemplare für den eigenen Bedarf darauf umgerüstet.

## FR-F2
Ab 1984 wurde mit dem FR-F2 eine modernisierte Version ausgeliefert. Das massivere Zweibein wurde näher am Schwerpunkt der Waffe montiert und der Lauf erhielt eine Polymerummantelung. Diese soll einerseits bei heißen Läufen Wärmeschlieren verhindern, die die Zielauffassung des Schützen beeinträchtigen können (siehe dazu auch Flimmerband), andererseits die Aufklärung des Schützen mit Wärmebildgeräten erschweren.

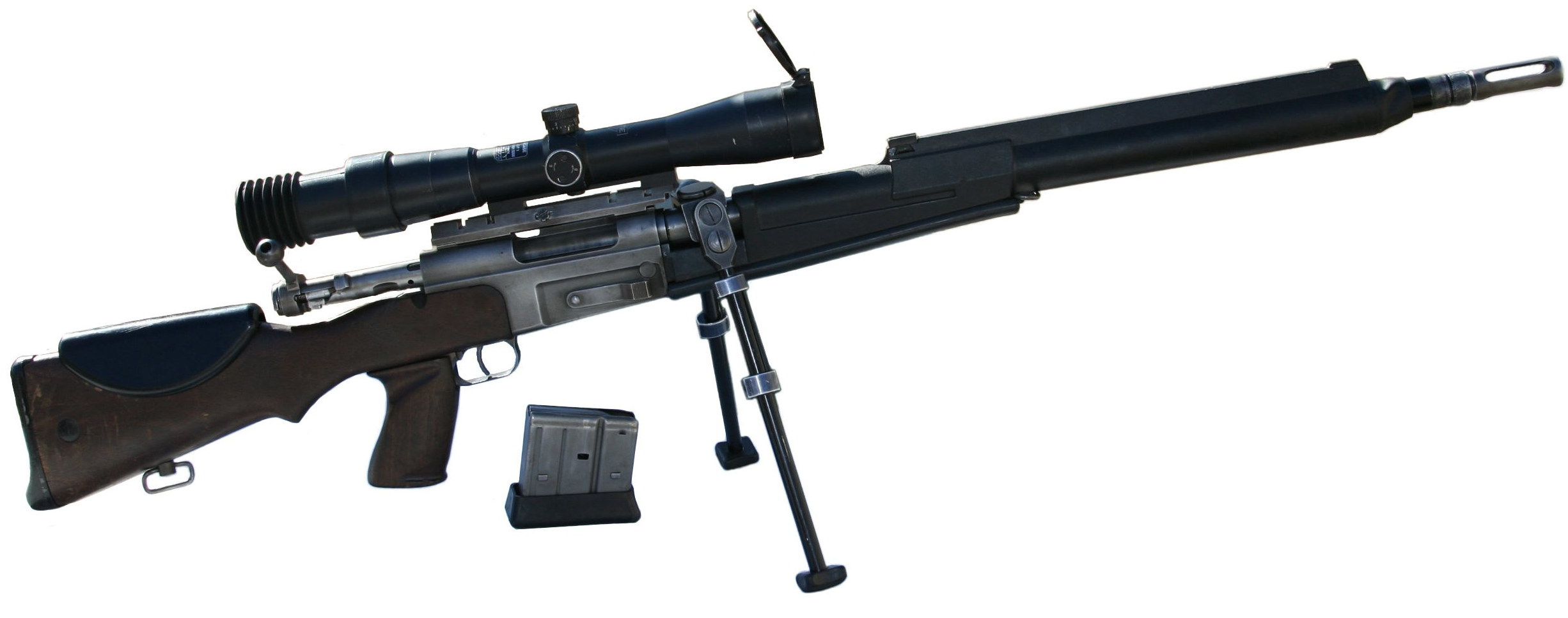
FR-F2